# Zaroślak czarnobrody
Zaroślak czarnobrody (Atlapetes melanolaemus) – gatunek małego ptaka z rodziny pasówek (Passerellidae). Endemit o niewielkim zasięgu występowania w południowo-wschodnim Peru i zachodniej Boliwii. Jest uznawany za gatunek najmniejszej troski.

## Systematyka
Gatunek po raz pierwszy zgodnie z zasadami nazewnictwa binominalnego opisali Philip Lutley Sclater i Osbert Salvin, nadając mu nazwę Buarremon melanolaemus. Opis ukazał się w 1879 roku w czasopiśmie „Ibis”. Jako miejsce typowe autorzy wskazali Khachupata, Cuzco, Peru. IOC nie wyróżnia podgatunków.

### Etymologia
- Atlapetes: połączenie słowa Atlas z gr. πετης petēs – „lotnik”, πετομαι petomai – „latać”[11].
- melanolaemus: gr. μελας melas – „czarny”, gr. λαιμος laimos – „gardło”[12].

## Morfologia
Nieduży ptak ze średniej wielkości, grubym u nasady dziobem w kolorze czarnym. Szczęka i żuchwa są lekko zakrzywione. Tęczówki w kolorze ciemnym czerwonobrązowym. Nogi czarniawe. Na głowie ruda czapeczka rozciągająca się od czoła do karku. Reszta głowy, podgardle i gardło czarne. Górna część ciała czarniawa, kuper czarniawy z lekkim oliwkowym odcieniem. Ogon czarniawy. Sterówki czarniawe z ciemnooliwkowymi brzegami. Pokrywy skrzydeł czarne, lotki także z nieco jaśniejszym odcieniem krawędzi. Pierś, dolna część brzucha i boki żółte z szarawymi odcieniami. Brak dymorfizmu płciowego. Długość ciała z ogonem 17 cm; masa ciała 27,5–30,3 g.

## Zasięg występowania
Zaroślak czarnobrody występuje w południowo-wschodnim Peru we wschodniej części regionu Cuzco i sąsiadującym z nim regionem Puno oraz w sąsiadującym z Puno departamentem La Paz w zachodniej Boliwii. Jest gatunkiem osiadłym. Jego zasięg występowania według szacunków organizacji BirdLife International obejmuje 186 tys. km².

## Ekologia
Zaroślak czarnobrody jest gatunkiem endemicznym. Jego głównym habitatem jest wilgotny las górski i zakrzewione stoki wschodniej części Andów. Występuje na wysokościach od 1400 do 3200 m n.p.m. (BirdLife International podaje przedział wysokości 1500–3000 m n.p.m.). Jest najprawdopodobniej gatunkiem wszystkożernym. Żeruje na ziemi lub tuż nad jej powierzchnią.

### Rozmnażanie
Sezon rozrodczy trwa od późnego lipca do początku grudnia. Gniazdo w postaci niewielkiej miseczki, wykonane głównie z grubej trawy i liści bambusa Chusquea jest wyścielone cienkimi, suchymi źdźbłami traw. Gniazda są umieszczone średnio 0,9 m (od 0 do 3 m) nad ziemią, dobrze ukryte wśród gęstych traw, paproci lub krzewów. W lęgu 2 jaja o średnich wymiarach 23,2×16,8 mm. Jaja mają kremoworóżowy kolor z rdzawymi i/lub brązowymi plamkami, skoncentrowanymi w okolicy grubszego końca. Okres inkubacji 14–15 dni, młode opuszczają gniazdo po 13–14 dniach od wyklucia.

## Status
W Czerwonej księdze gatunków zagrożonych IUCN zaroślak czarnobrody klasyfikowany jest jako gatunek najmniejszej troski (LC – Least Concern). Liczebność populacji nie jest określona, zaś jej trend oceniany jest jako spadkowy ze względu na wylesianie Amazonii. Gatunek opisywany jest jako lokalnie pospolity lub dość pospolity.